# 戴遐齡 (宗教人物)
戴遐齡神父（英語：Rev. Fr. Antonio Riganti PIME，1893年10月27日—1965年7月20日），為意大利籍宗座外方傳教會司鐸，曾任天主教香港教區副主教及署理主教。

## 生平
1893年10月27日，戴遐齡生於意大利米蘭市郊瓦雷澤省，十二歲加入米蘭總教區小修院，其後加入米蘭外方傳教會（即宗座外方傳教會前身），於1916年3月18日晉鐸，1920年奉派來香港服務。
1933年，戴遐齡被委任為香港教區副主教，並先後出任花園道聖若瑟堂及跑馬地聖瑪加利大堂的主任司鐸。
1948至1949年，戴遐齡曾回米蘭擔任宗座外方傳教會總會長助理，1950年再度來港服務。
1951年，恩理覺主教逝世，因白英奇主教被拘禁在廣東海豐縣，在此期間香港教區神職班推選戴遐齡為署理主教。
1959年9月，戴遐齡因健康理由，向主教申請辭去副主教一職，兩年後再辭去聖瑪加利大堂主任司鐸一職。
1965年7月20日，戴遐齡因患肺癌，於銅鑼灣聖保祿醫院逝世，享年七十二歲，遺體安葬於跑馬地聖彌額爾墳埸。

## 音樂
戴遐齡自小已經具有豐富的音樂才華，除擔任教區及堂區要職外，他亦受白英奇主教的委托，致力於聖歌之編撰工作，他亦曾經被香港政府委任為音樂科及聖經科之考試委員會委員。
1959年9月，戴遐齡慶祝晉鐸銀禧時，被香港報界公開讚揚他在音樂上的成就。